# 6LACK
リカルド・バルディーズ・バレンタインJr.（英語: Ricardo Valdez Valentine Jr.、1992年6月24日 - ）は、6LACK（ブラック）の名で知られるアメリカ合衆国ジョージア州アトランタ出身のラッパー、歌手、ソングライター、ヒップホップミュージシャン。EarthGangとJIDによる音楽集団Spillage Villageのメンバーでもある。
2016年のデビューアルバム『Free 6lack』とシングル「Prblms」で広く知られるようになり、グラミー賞で2部門にノミネートされる。2018年には2作目のアルバム『East Atlanta Love Letter』をリリースした。

## 来歴

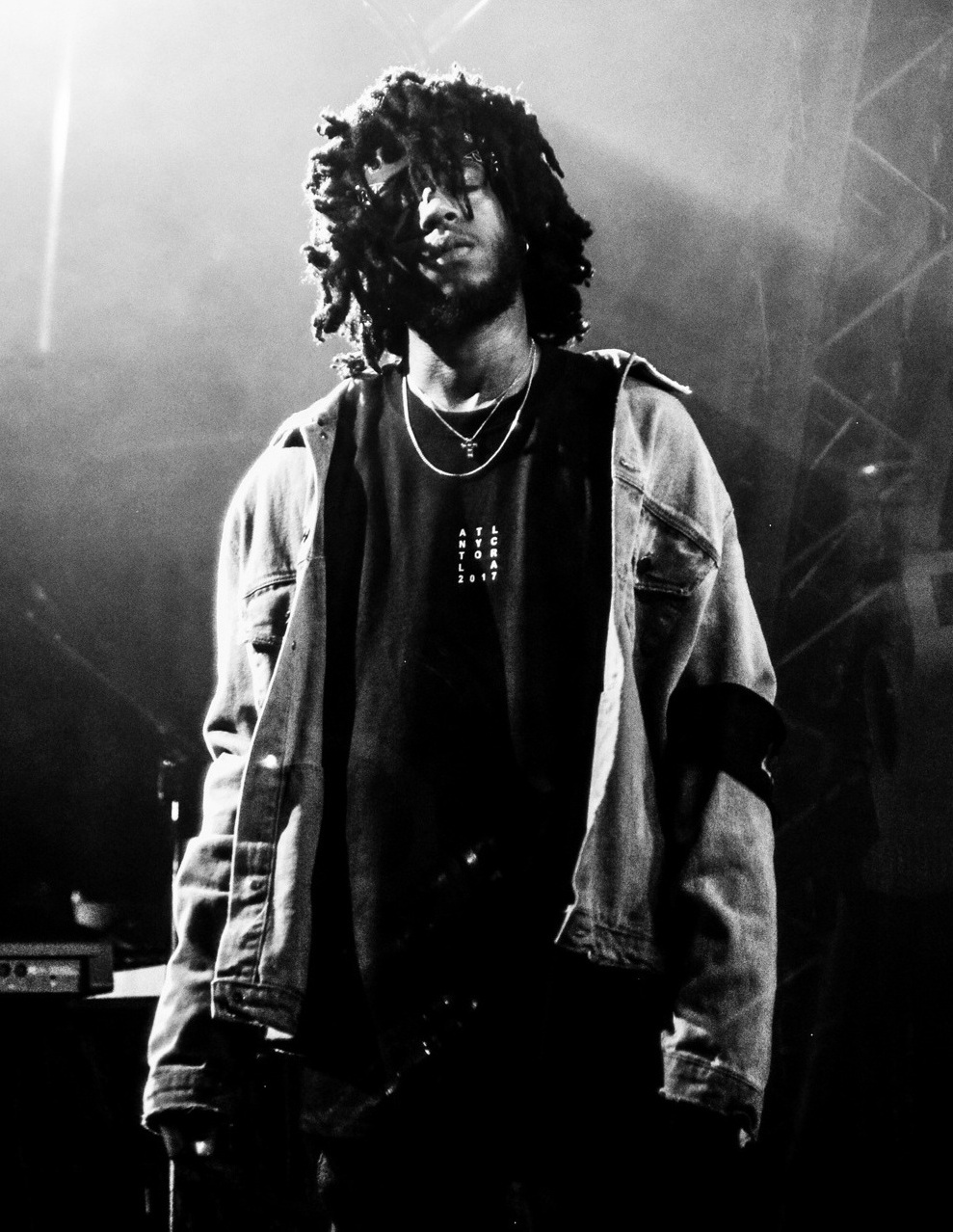
6LACK（2017年）

1992年6月24日、6LACKことRicardo Valdez Valentine Jr.はメリーランド州ボルチモアに生まれ、1997年に両親と共にジョージア州アトランタに移った。初めてレコーディングを経験したのは4歳の時、父親のスタジオでのことだった。中学時代にはバトルラッパーとしてラップを始め、ヤング・サグとの対戦など多くのバトルを経験している。
2011年7月、フロー・ライダーのInternational Music GroupとStrong Arm Recordsとレコード契約を結ぶ。契約と同時にバルドスタ州立大学を退学し、マイアミに移住してからはスタジオで寝泊まりしたりしていた。最終的にライセンスやマネジメントをめぐる問題でレーベルを離脱した。
2015年、6lackはEarthGangのメンバーとの生活を経て、音楽集団Spillage Villageに加入し、同年Spillage VillageのEP『Bears Like This Too』に参加した。
2016年11月、デビューアルバム『Free 6lack』をリリースし、シングル「Prblms」が注目を集めた。第60回グラミー賞では、最優秀アーバン・コンテンポラリー・アルバム賞と最優秀ラップ／サング・パフォーマンス賞にノミネートされた。
2018年9月、2作目のアルバム『East Atlanta Love Letter』をリリースし、米ビルボード200で3位を記録した。

## 音楽性
6lackの楽曲は、仕事上やパーソナルな人間関係、特に失恋をテーマにしていることで知られている。6lackのソングライティングは主に個人的な経験や失敗した人間関係に影響を受けていると述べている。

### 影響を受けたアーティスト
6lackは、影響を受けたアーティストとしてSade、T-Pain、The-Dream、Usherを挙げている。

## 人物

### 家族
2017年2月、6lackは娘が産まれたことを明かしている。

## ディスコグラフィ
スタジオ・アルバム
- Free 6lack (2016年)
- East Atlanta Love Letter (2018年)